# Font de la Call
La Font de la Call és una font del terme municipal de la Torre de Cabdella (antic terme de la Pobleta de Bellveí), del Pallars Jussà, dins del territori del poble de Castell-estaó. Està situada a 1.283 m d'altitud, a l'oest de Castellestaó, a la mateixa carena que baixa del Serrat de l'Aire cap a llevant, prop de la Borda de Benet, que queda al seu sud-est. Molt a prop d'aquest lloc passava antigament el termenal entre la Pobleta de Bellveí i Mont-ros.